# František Daneš (językoznawca)
František Daneš (ur. 23 lipca 1919 w Písku, zm. 18 marca 2015 w Pradze) – czeski językoznawca, bohemista; popularyzator wiedzy nt. języka czeskiego.

## Życiorys
Studia z zakresu bohemistyki i anglistyki na Wydziale Filozoficznym Uniwersytetu Karola w Pradze, przerwane wojną, ukończył w 1947 r. Później pracował jako nauczyciel języka czeskiego i angielskiego w Gimnazjum Realnym im. Edwarda Beneša w Pradze. W 1962 r. został zatrudniony jako docent na Wydziale Filozoficznym UK, a w 1992 r. powołano go na stanowisko profesora.
W 1947 r. został zatrudniony w Instytucie Języka Czeskiego Akademii Nauk Republiki Czeskiej. W latach 1965–1970 i 1990–1994 był jego kierownikiem. Prowadził wykłady w Stanach Zjednoczonych, Niemczech, Holandii, Brazylii i Austrii.
Członek towarzystw naukowych (Jazykovědné sdružení, Praskie Koło Lingwistyczne, Societas Linguistica Europea, Deutsche Gesellschaft für Semiotik, International Association for Dialogue Analysis). Członek rad redakcyjnych czasopism „Slovo a slovesnost” i „Naše řeč”.

## Działalność naukowa
Poruszał zagadnienia z zakresu składni, semantyki, fonologii, stylistyki, socjolingwistyki i lingwistyki tekstu. Tworzył bądź współtworzył liczne publikacje naukowe z zakresu językoznawstwa, a także popularyzował językoznawstwo na łamach czeskich periodyków „Literární noviny” i „Vesmír”. Brał udział w audycjach radiowych i programach telewizyjnych.
Jego działalność naukowa wywarła wpływ na krajowe i zagraniczne badania z zakresu socjolingwistyki i kultury języka. Poświęcił się badaniom czeszczyzny literackiej. Analizował relację między językiem a społeczeństwem, postawy wobec języka oraz status społeczny języka standardowego i odmian niestandardowych. Udzielał się w dziedzinie higieny i terapii językowej.
Za swój dorobek naukowy został w 2010 roku odznaczony Medalem Za Zasługi II stopnia. Został także uhonorowany Medalem Josefa Dobrovskiego oraz nagrodą De scientia et humanitate optime meritis.

## Wybrana twórczość
- Soustava hudebních prostředků větných a její vztah k významové stavbě věty (1951)
- Intonace a věta ve spisovné češtině (1957)
- Malý průvodce po dnešní češtině (1964)
- Věta a text – studie ze syntaxe spisovné češtiny (1985)
- Český jazyk na přelomu tisíciletí (1997) ISBN 80-200-0617-6
- Jazyk a text – výbor z lingvistického díla Františka Daneše (1999–2000) ISBN 80-85899-70-1
- Jak napsat odborný text (współautorstwo, 1999) ISBN 80-85927-69-1